# Liste der griechischen Töpfer und Vasenmaler/O

## Namentlich bekannte Künstler
| Name       | Wikidata | Profession  | Herkunft | Stil  | Zeit       | Bemerkung | Beispiel |
| ---------- | -------- | ----------- | -------- | ----- | ---------- | --- | -------- |
| Oikopheles |          | Töpfermaler | Attika   | SF    | 2/2 6. Jh. | |          |
| Oltos      |          | Vasenmaler  | Attika   | SF/RF | 525/500    | einer der bedeutendsten Schalenmaler der Spätarchaik, der es sowohl im Schwarz- als auch im Rotfigurigen Stil zur Meisterschaft brachte |          |
| Onesimos   |          | Vasenmaler  | Attika   | RF/WG | 505/485    | Teil der Pioniergruppe, sein Frühwerk wurde früher unter dem Notnamen Panaitios-Maler geführt                                           |          |
| Oreibelos  |          | Töpfer      | Attika   | RF    | 1/2 5. Jh. | |          |

## Nicht namentlich bekannte Künstler (Notnamen)
| Name                                 | Wikidata                            | Profession                          | Herkunft                            | Stil                                | Zeit                                | Bemerkung                                                                       | Beispiel                            |
| ------------------------------------ | ----------------------------------- | ----------------------------------- | ----------------------------------- | ----------------------------------- | ----------------------------------- | ------------------------------------------------------------------------------- | ----------------------------------- |
| Oakeshott-Maler                      |                                     | Vasenmaler                          | Attika                              | SF                                  | 550/535                             | Kleinmeister                                                                    |                                     |
| Obstgarten-Maler                     |                                     | Vasenmaler                          | Attika                              | RF                                  | Mitte 5. Jh.                        | auch Orchard-Maler                                                              |                                     |
| Odeon-Maler                          |                                     | Vasenmaler                          | Attika                              | RF                                  |                                     |                                                                                 |                                     |
| Oidipus-Maler                        |                                     | Vasenmaler                          | Attika                              | RF                                  |                                     |                                                                                 |                                     |
| Oinanthe-Maler                       |                                     | Vasenmaler                          | Attika                              | RF                                  | 2/4 5. Jh.                          |                                                                                 |                                     |
| Maler der Oinochoe von Brüssel       |                                     | Vasenmaler                          | Attika                              | RF                                  | Mitte 5. Jh.                        |                                                                                 |                                     |
| Maler der Oinochoe 1616 von Udine    |                                     | Vasenmaler                          | Apulien                             |                                     |                                     |                                                                                 |                                     |
| Maler der Oinochoe von Ferrara T 264 | siehe unter Maler von Ferrara T 264 | siehe unter Maler von Ferrara T 264 | siehe unter Maler von Ferrara T 264 | siehe unter Maler von Ferrara T 264 | siehe unter Maler von Ferrara T 264 | siehe unter Maler von Ferrara T 264                                             | siehe unter Maler von Ferrara T 264 |
| Maler der Oinochoe von Vatikan G 49  | siehe unter Maler von Vatikan G 49  | siehe unter Maler von Vatikan G 49  | siehe unter Maler von Vatikan G 49  | siehe unter Maler von Vatikan G 49  | siehe unter Maler von Vatikan G 49  | siehe unter Maler von Vatikan G 49                                              | siehe unter Maler von Vatikan G 49  |
| Maler der Oinochoe von Yale          | siehe unter Maler der Yale-Oinochoe | siehe unter Maler der Yale-Oinochoe | siehe unter Maler der Yale-Oinochoe | siehe unter Maler der Yale-Oinochoe | siehe unter Maler der Yale-Oinochoe | siehe unter Maler der Yale-Oinochoe                                             | siehe unter Maler der Yale-Oinochoe |
| Maler der Oinochoe Würzburg 351      | siehe unter Maler von Würzburg 351  | siehe unter Maler von Würzburg 351  | siehe unter Maler von Würzburg 351  | siehe unter Maler von Würzburg 351  | siehe unter Maler von Würzburg 351  | siehe unter Maler von Würzburg 351                                              | siehe unter Maler von Würzburg 351  |
| Oinomaos-Maler                       |                                     | Vasenmaler                          | Attika                              | RF                                  | um 375                              |                                                                                 |                                     |
| Oinophile-Maler                      |                                     | Vasenmaler                          | Attika                              | RF                                  |                                     |                                                                                 |                                     |
| Oionokles-Maler                      |                                     | Vasenmaler                          | Attika                              | RF                                  | 2/4 5. Jh.                          |                                                                                 |                                     |
| Oklasma-Maler                        |                                     | Vasenmaler                          | Kampanien                           | RF                                  | 2/2 4. Jh.                          | gehört zur Ixion-Gruppe                                                         |                                     |
| Olivenzweig-Maler                    |                                     | Vasenmaler                          | Kreta                               | MI                                  |                                     |                                                                                 |                                     |
| Olcott-Maler                         |                                     | Vasenmaler                          | Kampanien                           | 2/3 4. Jh.                          |                                     |                                                                                 |                                     |
| Maler der Olpe Vatikan C-73          | siehe unter Maler von Vatikan 73    | siehe unter Maler von Vatikan 73    | siehe unter Maler von Vatikan 73    | siehe unter Maler von Vatikan 73    | siehe unter Maler von Vatikan 73    | siehe unter Maler von Vatikan 73                                                | siehe unter Maler von Vatikan 73    |
| Maler der Olpe von Nikosia           | siehe unter Maler der Nikosia Olpe  | siehe unter Maler der Nikosia Olpe  | siehe unter Maler der Nikosia Olpe  | siehe unter Maler der Nikosia Olpe  | siehe unter Maler der Nikosia Olpe  | siehe unter Maler der Nikosia Olpe                                              | siehe unter Maler der Nikosia Olpe  |
| Maler von Olynth 5.156               |                                     | Vasenmaler                          | Attika                              | RF                                  |                                     |                                                                                 |                                     |
| Omaha-Maler                          |                                     | Vasenmaler                          | Attika                              | SF                                  |                                     |                                                                                 |                                     |
| Omigas-Töpfer                        |                                     | Töpfer                              | Attika                              | RF/PL                               |                                     |                                                                                 |                                     |
| Omobono-Maler                        |                                     | Vasenmaler                          | Attika                              | SF                                  |                                     |                                                                                 |                                     |
| Opfer-Maler                          |                                     | Vasenmaler                          | Korinth                             | PK                                  | 3/4 7. Jh.                          |                                                                                 |                                     |
| Orchard-Maler                        | siehe unter Obstgarten-Maler        | siehe unter Obstgarten-Maler        | siehe unter Obstgarten-Maler        | siehe unter Obstgarten-Maler        | siehe unter Obstgarten-Maler        | siehe unter Obstgarten-Maler                                                    | siehe unter Obstgarten-Maler        |
| Oreithyia-Maler                      |                                     | Vasenmaler                          | Attika                              | RF                                  | 2/4 5. Jh.                          |                                                                                 |                                     |
| Oresteia-Maler                       |                                     | Vasenmaler                          | Attika                              | PA                                  |                                     |                                                                                 |                                     |
| Orestes-Maler                        |                                     | Vasenmaler                          | Attika                              | RF                                  | 450-420                             | Manierist, gehört zur Nausikaa-Hephaistos-Gruppe                                |                                     |
| Orientalischer Panther-Maler         |                                     | Vasenmaler                          | Böotien                             | SF                                  | 3/4 6. Jh.                          |                                                                                 |                                     |
| Orléans-Maler                        |                                     | Vasenmaler                          | Attika                              | RF                                  |                                     |                                                                                 |                                     |
| Orpheus-Maler                        |                                     | Vasenmaler                          | Attika                              | RF                                  | Mitte 5. Jh.                        |                                                                                 |                                     |
| Maler des Orpheuskopfes              |                                     | Vasenmaler                          | Attika                              | RF                                  |                                     | englisch Painter of the Head of Orpheus                                         |                                     |
| Orvieto-Maler                        |                                     | Vasenmaler                          | Etrusker                            | CK                                  | 2/2 6. Jh.                          |                                                                                 |                                     |
| Maler von Orvieto 191 A              |                                     | Vasenmaler                          | Attika                              | RF                                  | Mitte 5. Jh.                        |                                                                                 |                                     |
| Maler von Orvieto 1047               |                                     | Vasenmaler                          | Attika                              | RF                                  |                                     |                                                                                 |                                     |
| Osborne House-Maler                  |                                     | Vasenmaler                          | Samos                               | SF                                  | 550/25                              |                                                                                 |                                     |
| Otterlo-Maler                        |                                     | Vasenmaler                          | Korinth                             | SF                                  | 490/80                              | früher auch Maler von Athen 282; gehört zur Chimaera-Gruppe                     |                                     |
| Maler von Oxford 213                 |                                     | Vasenmaler                          | Attika                              | RF                                  | 4/4 6. Jh.                          |                                                                                 |                                     |
| Maler von Oxford 218b                |                                     | Vasenmaler                          | Attika                              | SF                                  | 1/3 5. Jh.                          | auch Maler von Oxford 218B                                                      |                                     |
| Maler von Oxford 224                 |                                     | Vasenmaler                          | Attika                              |                                     |                                     |                                                                                 |                                     |
| Maler von Oxford 225                 |                                     | Vasenmaler                          | Attika                              |                                     |                                     |                                                                                 |                                     |
| Maler von Oxford 236                 |                                     | Vasenmaler                          | Attika                              |                                     |                                     |                                                                                 |                                     |
| Maler von Oxford 237                 |                                     | Vasenmaler                          | Attika                              | SF                                  | 1/4 5. Jh.                          |                                                                                 |                                     |
| Maler von Oxford 213                 |                                     | Vasenmaler                          | Attika                              | SF                                  |                                     |                                                                                 |                                     |
| Maler von Oxford 216                 |                                     | Vasenmaler                          | Attika                              | SF                                  |                                     | Hauptvertreter und Namensgeber der Gruppe von Oxford 216                        |                                     |
| Maler von Oxford 218B                |                                     | Vasenmaler                          | Attika                              | SF                                  |                                     |                                                                                 |                                     |
| Maler von Oxford 224                 |                                     | Vasenmaler                          | Attika                              | SF                                  |                                     |                                                                                 |                                     |
| Maler von Oxford 225                 |                                     | Vasenmaler                          | Attika                              | SF                                  |                                     |                                                                                 |                                     |
| Maler von Oxford 226                 |                                     | Vasenmaler                          | Attika                              | SF                                  |                                     |                                                                                 |                                     |
| Maler von Oxford 236                 |                                     | Vasenmaler                          | Attika                              | SF                                  |                                     |                                                                                 |                                     |
| Maler von Oxford 237                 |                                     | Vasenmaler                          | Attika                              | SF                                  |                                     |                                                                                 |                                     |
| Maler von Oxford 245                 |                                     | Vasenmaler                          | Attika                              | SF                                  |                                     |                                                                                 |                                     |
| Maler von Oxford 306                 |                                     | Vasenmaler                          | Attika                              | RF                                  |                                     |                                                                                 |                                     |
| Maler von Oxford 529                 |                                     | Vasenmaler                          | Attika                              | RF                                  | 450-420                             | Manierist, gehört zur Nausikaa-Hephaistos-Gruppe                                |                                     |
| Maler von Oxford 569                 |                                     | Vasenmaler                          | Attika                              | SF                                  | Ende 6. Jh.                         |                                                                                 |                                     |
| Maler von Oxford 1906.702            |                                     | Vasenmaler                          | Attika                              | RF                                  |                                     |                                                                                 |                                     |
| Maler von Oxford 1911.256            |                                     | Vasenmaler                          | Attika                              |                                     |                                     |                                                                                 |                                     |
| Maler von Oxford 1920                |                                     | Vasenmaler                          | Attika                              | RF                                  |                                     |                                                                                 |                                     |
| Maler von Oxford 1945.73             |                                     | Vasenmaler                          | Kampanien                           | RF                                  | 360–330                             | gehört zur Frignano-Gruppe                                                      |                                     |
| Maler von Oxford 1949                |                                     | Vasenmaler                          | Attika                              | RF                                  |                                     |                                                                                 |                                     |
| Maler von Oxford V 460               |                                     | Vasenmaler                          | Kampanien                           | RF                                  | 4. Jh.                              | namensgebendes Mitglied der Gruppe von Oxford V 460, gehört zur Frignano-Gruppe |                                     |
| Maler des Oxforder Brygos            |                                     | Vasenmaler                          | Attika                              | RF                                  |                                     |                                                                                 |                                     |
| Maler des Oxforder Deckels           |                                     | Vasenmaler                          | Attika                              | SF                                  |                                     |                                                                                 |                                     |
| Maler der Oxforder Grypomachie       |                                     | Vasenmaler                          | Attika                              | RF                                  |                                     |                                                                                 |                                     |
| Maler der Oxforder Sirenenaskos      |                                     | Vasenmaler                          | Attika                              | RF                                  | Mitte 5. Jh.                        |                                                                                 |                                     |

## Gruppen
| Name                         | Wikidata               | Profession             | Herkunft               | Stil                   | Zeit                   | Bemerkung                                                                          | Beispiel               |
| ---------------------------- | ---------------------- | ---------------------- | ---------------------- | ---------------------- | ---------------------- | ---------------------------------------------------------------------------------- | ---------------------- |
| Gruppe O                     |                        | Vasenmaler             | Attika                 | SF                     |                        |                                                                                    |                        |
| O.L.L.-Gruppe                | siehe unter OLL-Gruppe | siehe unter OLL-Gruppe | siehe unter OLL-Gruppe | siehe unter OLL-Gruppe | siehe unter OLL-Gruppe | siehe unter OLL-Gruppe                                                             | siehe unter OLL-Gruppe |
| OAO-Gruppe                   |                        | Vasenmaler             | Korinth                | SF                     |                        |                                                                                    |                        |
| Oldenburg-Gruppe             |                        | Vasenmaler             | Apulien                | RF                     |                        |                                                                                    |                        |
| OLL-Gruppe                   |                        | Vasenmaler             | Attika                 | SF                     | 2/4 6. Jh.             | auch O.L.L.-Gruppe                                                                 |                        |
| Gruppe von Olynth 5.141      |                        | Vasenmaler             | Attika                 | RF                     |                        |                                                                                    |                        |
| Oppenheimer-Gruppe           |                        | Vasenmaler             | Attika                 | RF                     |                        |                                                                                    |                        |
| Groupe d'Ordona              |                        | Vasenmaler             | Apulien                | GN                     |                        |                                                                                    |                        |
| Oria-Gruppe                  |                        | Vasenmaler             | Salento                | ME                     | Ende 5. Jh.            |                                                                                    |                        |
| Orvieto-Gruppe               |                        | Vasenmaler             | Etrurien               | SF                     | 1/2 6. Jh.             | zur Gruppe gehört der Maler von Wien 318                                           |                        |
| Gruppe der Orvieto-Hydria    |                        | Vasenmaler             | Chalkidike/Rhegion (?) | SF                     | 530/20                 |                                                                                    |                        |
| Oslo-Gruppe                  |                        | Vasenmaler             | Apulien                | RF                     | 340-320                |                                                                                    |                        |
| Otago-Gruppe                 |                        | Vasenmaler             | Apulien                | RF                     |                        |                                                                                    |                        |
| Otchet-Gruppe                |                        | Vasenmaler             | Attika                 | RF                     | 2/4 4. Jh.             |                                                                                    |                        |
| Overlap-Gruppe               |                        | Vasenmaler             | Attika                 | SF                     |                        |                                                                                    |                        |
| Owl-Pillar-Gruppe            |                        | Vasenmaler             | Kampanien              | RF                     |                        |                                                                                    |                        |
| Gruppe von Oxford 216        |                        | Vasenmaler             | Attika                 | SF                     |                        |                                                                                    |                        |
| Gruppe von Oxford 570        |                        | Vasenmaler             | Faliskisch             | RF                     | 4. Jh.                 |                                                                                    |                        |
| Gruppe von Oxford 1940.74    |                        | Vasenmaler             | Attika                 | SF                     |                        |                                                                                    |                        |
| Gruppe von Oxford G 269      |                        | Vasenmaler             | Apulien                | RF                     | 360-340                |                                                                                    |                        |
| Gruppe von Oxford V 460      |                        | Vasenmaler             | Kampanien              | RF                     | 4. Jh.                 | namensgebendes Mitglied war der Maler von Oxford V 460, gehört zur Frignano-Gruppe |                        |
| Gruppe des Oxforder Deckels  |                        | Vasenmaler             | Attika                 | SF                     |                        |                                                                                    |                        |
| Schule der Oxforder Oinochoe |                        | Vasenmaler             | Rhodos                 | OR                     | 610/600                |                                                                                    |                        |

## Klassen
| Name                                       | Wikidata                     | Profession                   | Herkunft                     | Stil                         | Zeit                         | Bemerkung                                        | Beispiel                     |
| ------------------------------------------ | ---------------------------- | ---------------------------- | ---------------------------- | ---------------------------- | ---------------------------- | ------------------------------------------------ | ---------------------------- |
| Klasse O                                   | siehe unter Sabouroff-Klasse | siehe unter Sabouroff-Klasse | siehe unter Sabouroff-Klasse | siehe unter Sabouroff-Klasse | siehe unter Sabouroff-Klasse | siehe unter Sabouroff-Klasse                     | siehe unter Sabouroff-Klasse |
| O-Klasse                                   | siehe unter Sabouroff-Klasse | siehe unter Sabouroff-Klasse | siehe unter Sabouroff-Klasse | siehe unter Sabouroff-Klasse | siehe unter Sabouroff-Klasse | siehe unter Sabouroff-Klasse                     | siehe unter Sabouroff-Klasse |
| Klasse der Oinochoen des Rote-Linie-Malers |                              | Töpfer                       | Attika                       | SF                           | 520/500                      | benannt nach dem Hauptvertreter Rote-Linie-Maler |                              |
| Klasse der Olpe Berlin 1915                |                              | Töpfer                       | Attika                       | SF                           |                              |                                                  |                              |
| Klasse der Olpe von Sarajevo               |                              | Töpfer                       | Attika                       | SF                           |                              |                                                  |                              |
| Klasse der Olpen von Rhodos                |                              | Töpfer                       | Attika                       | SF                           |                              |                                                  |                              |
| Owen-Klasse                                |                              | Töpfer                       | Attika                       | RF                           |                              |                                                  |                              |
| Oxford-Klasse                              |                              | Töpfer                       | Attika                       | RF/PL                        |                              | Töpfer von Kopfgefäßen                           |                              |
| Klasse von Oxford 1879.205                 |                              | Töpfer                       | Attika                       | RF/WG                        | 4/4 5. Jh.                   |                                                  |                              |
| Klasse von Oxford 1961.468                 |                              | Töpfer                       | Attika                       |                              |                              |                                                  |                              |
| Oxford-Palmetten-Klasse                    |                              | Töpfer                       | Attika                       | SF                           | um 580                       |                                                  |                              |
| Klasse der Oxforder Sirenenkanne           |                              | Töpfer                       | Attika                       | SF                           | Ende 6. Jh.                  | englisch Class of Oxford Siren-jug               |                              |

## Werkstätten
| Name              | Wikidata | Profession  | Herkunft | Stil | Zeit       | Bemerkung | Beispiel |
| ----------------- | -------- | ----------- | -------- | ---- | ---------- | --------- | -------- |
| Oberdan-Werkstatt |          | Töpfermaler | Korinth  | PK   |            |           |          |
| Oinochoen-Gruppe  |          | Töpfermaler | Böotien  | SG   | 4/4 8. Jh. |           |          |